# Фату Н'Диай
Фату Н'Диай е сенегалска актриса, родена през 1980 г. в Сен-Луи, Сенегал.

## Биография
През 1988 г. емигрира с майка си, като двете се установяват в Париж, Франция.
През 1997 г. е открита от Оливиеро Тоскани, фотограф на реклами на марката Бенетон, което я подтиква да стане манекенка.

## Филмография
- 2001: Фату Малийката, телевизионен филм за телевизия „France 2“.
- 2002: Астерикс и Обеликс: Мисия Клеопатра, филм на Ален Шаба.
- 2003: Фату Надеждата
- 2006: Неделя в Кигали, филм на Робер Фавро за геноцида в Руанда.
- 2007: Горчиви тропици, филм за робство.